# Burg Rheingrafenstein
Die Burg Rheingrafenstein ist die Ruine einer Felsenburg auf einer 136 m hohen Porphyrfelsformation bei 245 m ü. NN, dem Rheingrafenstein, vor tausend Jahren als Huhinstein bekannt, direkt an der Nahe gegenüber von Bad Münster am Stein-Ebernburg, einem Stadtteil von Bad Kreuznach im gleichnamigen Landkreis.

## Geschichte
Vermutlich wurde die Burg im 11. bis 12. Jahrhundert von den Emichonen (Nahegaugrafen) erbaut. Mit Sicherheit ist sie die Stammburg der Ritter vom Stein, der späteren Wild- und Rheingrafen, und verblieb bis zur Französischen Revolution in deren Besitz. 
Die Herren von Stein treten bereits im 12. Jahrhundert auf, ohne dass eine klare Abgrenzung zu Adligen des gleichen Namens an der Nahe vorliegt. Siegfried I. vom Stein († um 1194/98) heiratete um 1160 Rheingräfin Lukardis († 1194), Tochter des Rheingrafen Embricho I. (= Graf Embricho III. aus dem Haus der Embrichonen).
Bereits in der zweiten Hälfte des 12. Jahrhunderts erwarben die Herren von Stein durch Heirat Titel und Besitz der Grafschaft im Rheingau. 1196 nennt sich Wolfram von Stein erstmals „Rheingraf“, die Bezeichnung übertrug sich somit auf die Burg, die aber erst im 13. Jahrhundert zweifelsfrei genannt wird.
Während des Dreißigjährigen Krieges wurde die Burg von Spaniern erobert und im Pfälzischen Erbfolgekrieg 1688 von Truppen des französischen Generals Mélac zerstört. Die Reste wurden 1721 zum Bau einer Saline verwendet. Die Residenz der zuletzt ansässigen fürstlichen Linie von Grumbach wurde im Anschluss nach Gaugrehweiler verlegt.
Die Informationstafel an der Burgruine besagt:
Zur Geschichte der Burg Rheingrafenstein
Im 11. Jahrhundert wurde auf dem damals „Huhinstein“ genannten Felsen die Burg erbaut. Ihre Besitzer nannten sich „Herren vom Stein“. Durch die Vermählung Siegfried I. vom Stein mit Lukardis, der Tochter des Rheingrafen Embrich vom Rheinberg erbte ihr Sohn Wolfram die rechtsrheinische Rheingrafschaft. Nach der Schlacht bei Sprendlingen im Jahre 1279 verlor Siegfried II. seine rechtsrheinischen Besitzungen an den Erzbischof von Mainz und verlegte seine Residenz nach hier und nannte den Felsen „Rheingrafenstein“. Im 14. und 15. Jahrhundert erbten die Rheingrafen durch Heirat die Wildgrafschaft und die halbe Grafschaft Salm. Im Jahre 1610 bildete sich eine eigene rheingräfliche Linie – die „Rheingrafensteinische“. Während des Dreißigjährigen Krieges wurde der Rheingrafenstein von den Spaniern und den Schweden eingenommen. Im pfälzischen Erbfolgekrieg 1689 wurde die Burg unter dem französischen König Ludwig XIV. von General Mélac zerstört. Im Jahre 1721 wurden die Ruinen zum Bau der Salinen in Münster freigegeben. Im Jahre 1835 kauften die 1632 gefürsteten Nachkommen der „Wild- und Rheingrafen“ den Rheingrafenstein und das Huttental von der Gemeinde Münster wieder zurück.

## Anlage
Teile des Berings, ein Gewölbekeller, ein paar Treppen zum ehemaligen Wohnturm sowie die Grundmauern des ehemaligen Treppenturms sind noch erhalten. Eine weitere Treppe führt durch einen Felsen auf eine Aussichtsplattform. Am Südhang des Felsens liegt die Vorburg Affenstein (von „Afterstein“).
Das Burgenpanorama ist in seiner landschaftlichen Dramatik in der Pfalz nur mit der Burgengruppe Schloss Oberstein und Burg Bosselstein sowie mit Steinkallenfels vergleichbar. 

## Stammtafel der Rheingrafen vom Stein
- Siegfried I. vom Stein († um 1194/98), ⚭ um 1160 Rheingräfin Lukardis († 1194), Tochter des Embricho III. (als Rheingraf Embricho I., siehe oben: Rheingrafen)
  - Wolfram III. (V.) vom Stein, ab 1194 Rheingraf, der Ältere (* um 1166; † 1220/21), beteiligt sich 1189–1191 am Dritten Kreuzzug, ⚭ um 1187 Guda (Jutta) von Bolanden († um 1219), Tochter von Graf Werner II. von Bolanden († 1198) und Guda von Weissenau († 1190 oder 1198/99),[3] Schwester des Reichstruchsess Werner III. von Bolanden († 1212).
    - Rheingraf Embricho III. vom Stein († um 1241), ⚭ Adelheid von Ziegenhain-Nidda († 1226/32), Tochter von Graf Ludwig I. von Ziegenhain und Nidda und Gertrud.
      - Fortsetzung im Artikel Rheingrafen

## Bilder

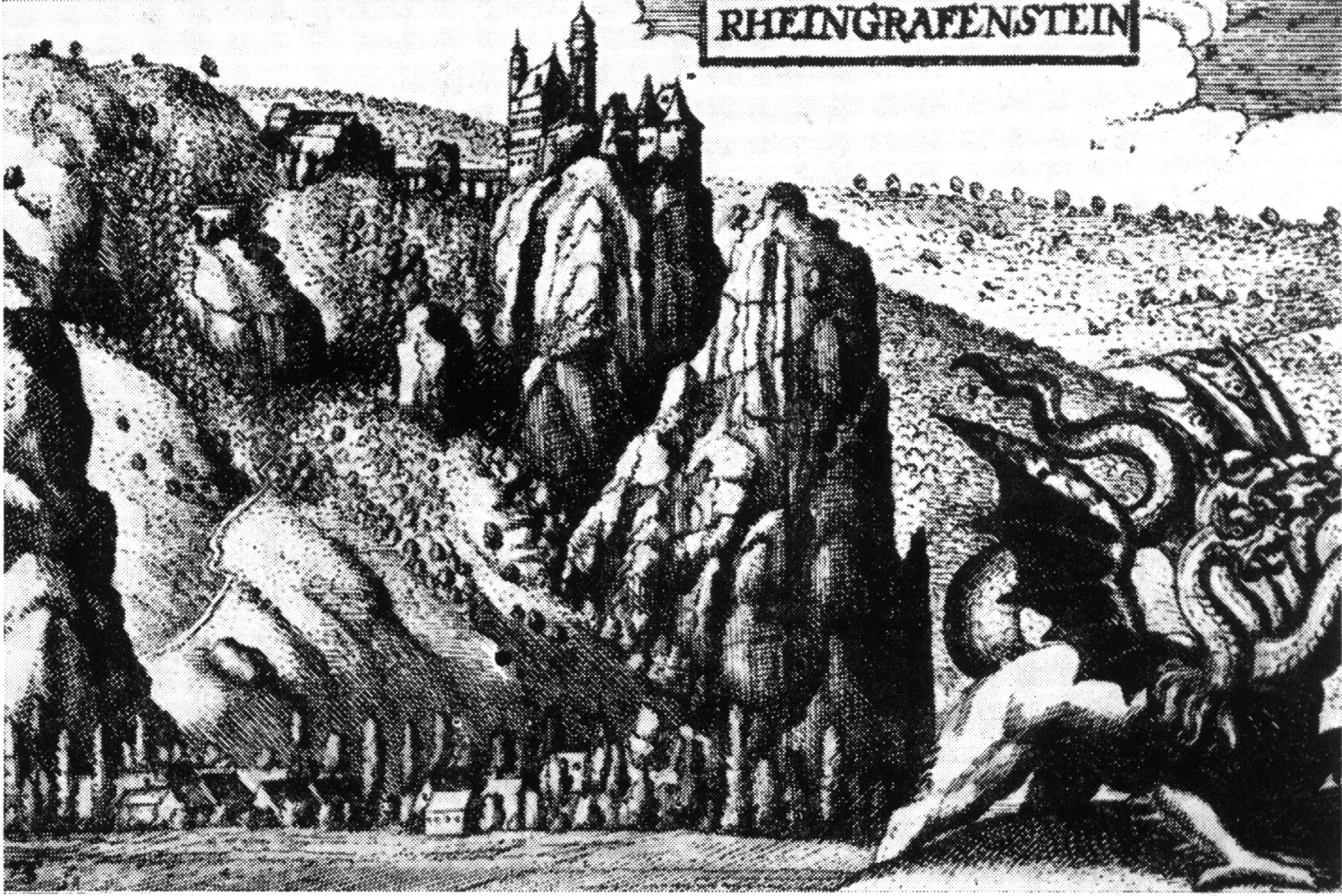
Der Rheingrafenstein um 1620
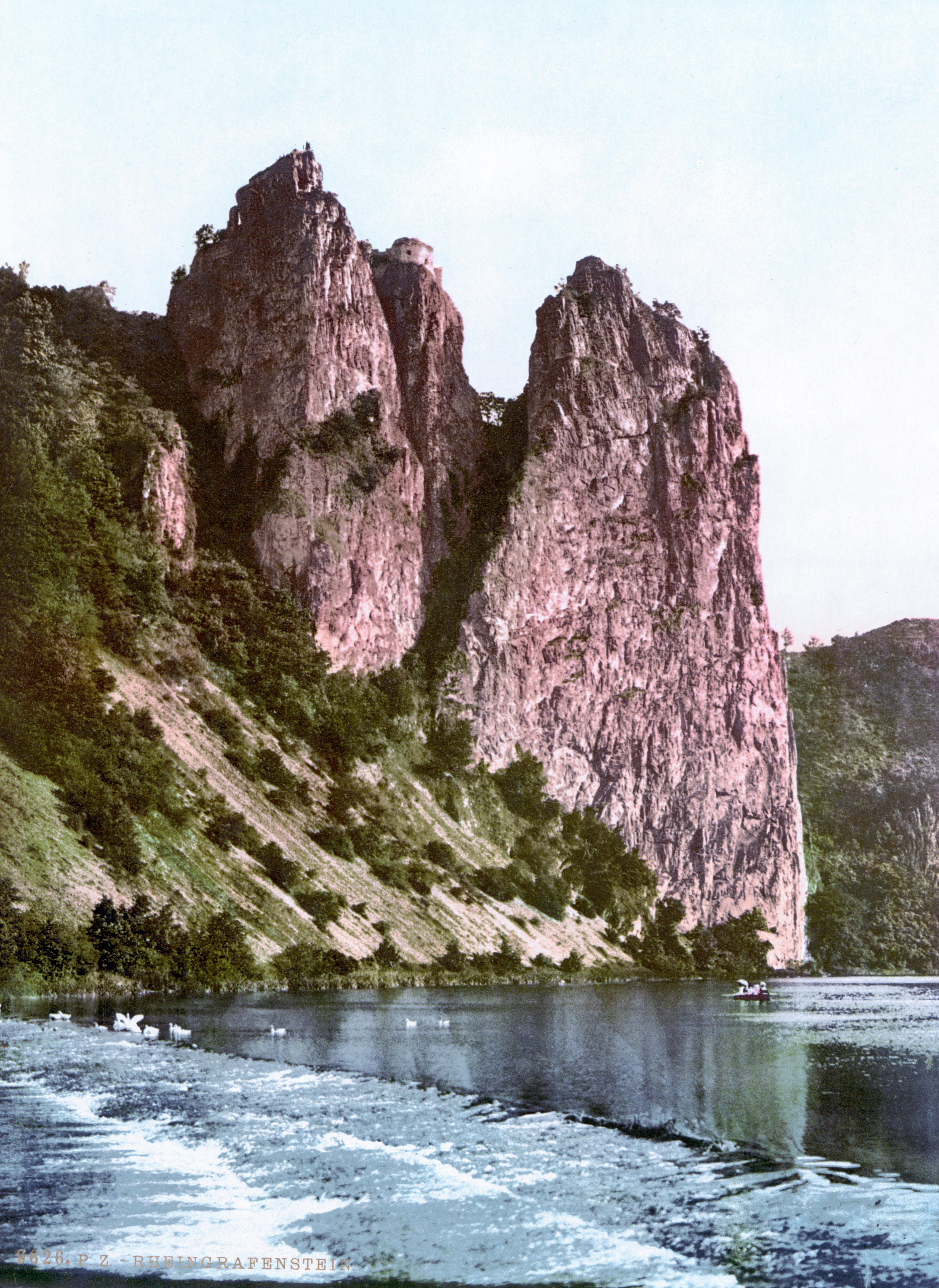
1900
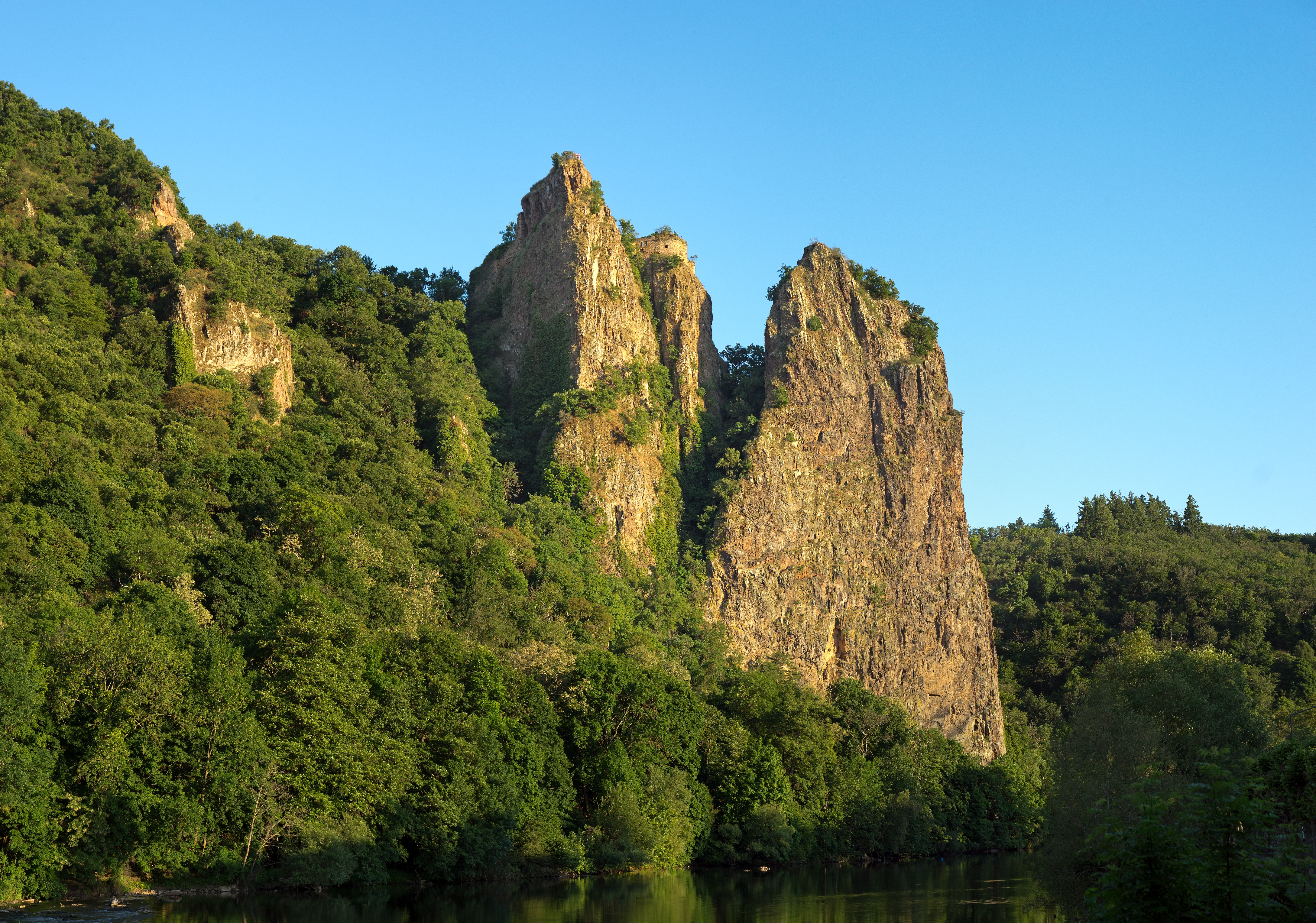
2025
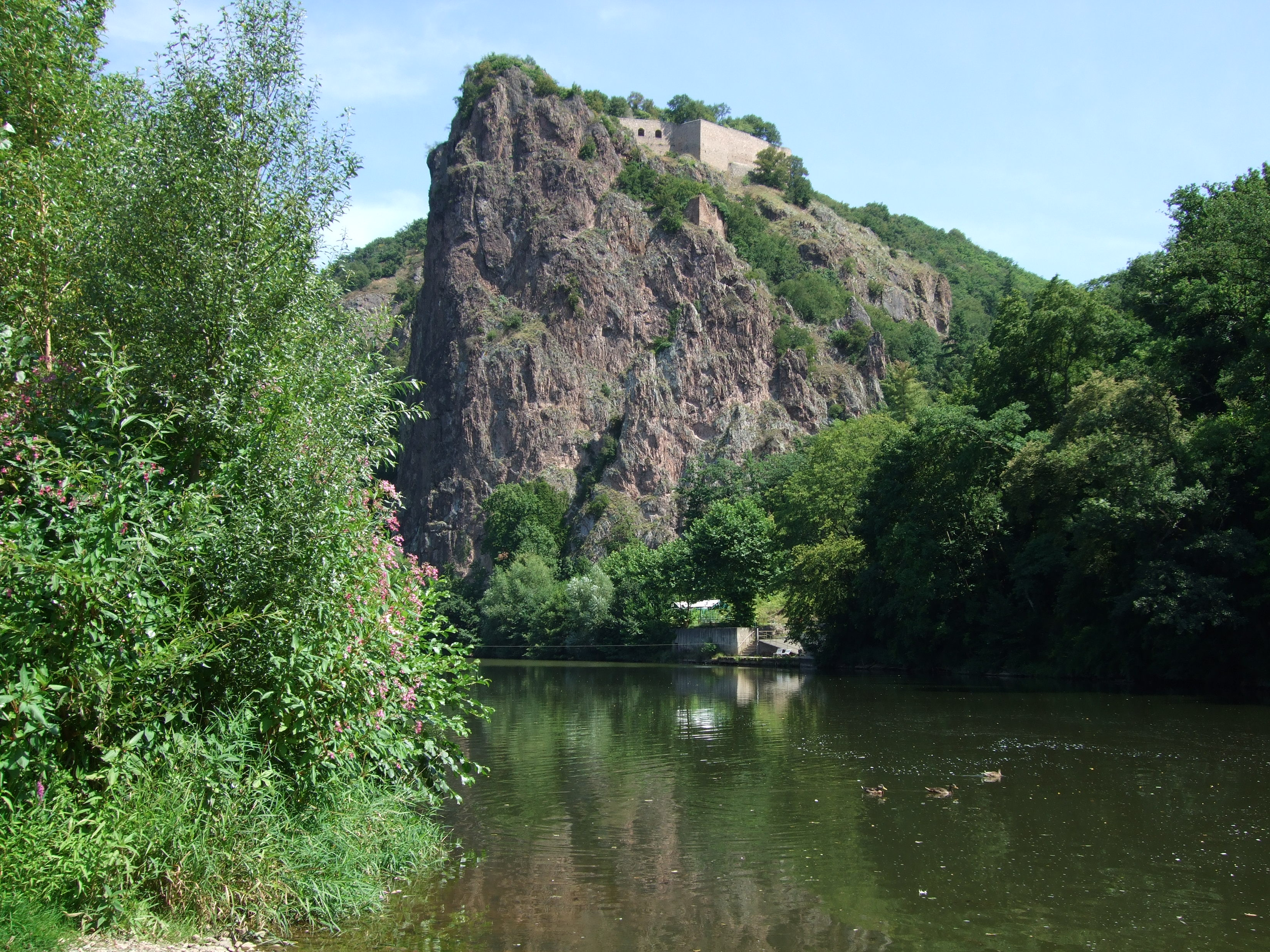
Ruinen von Burg und Vorburg
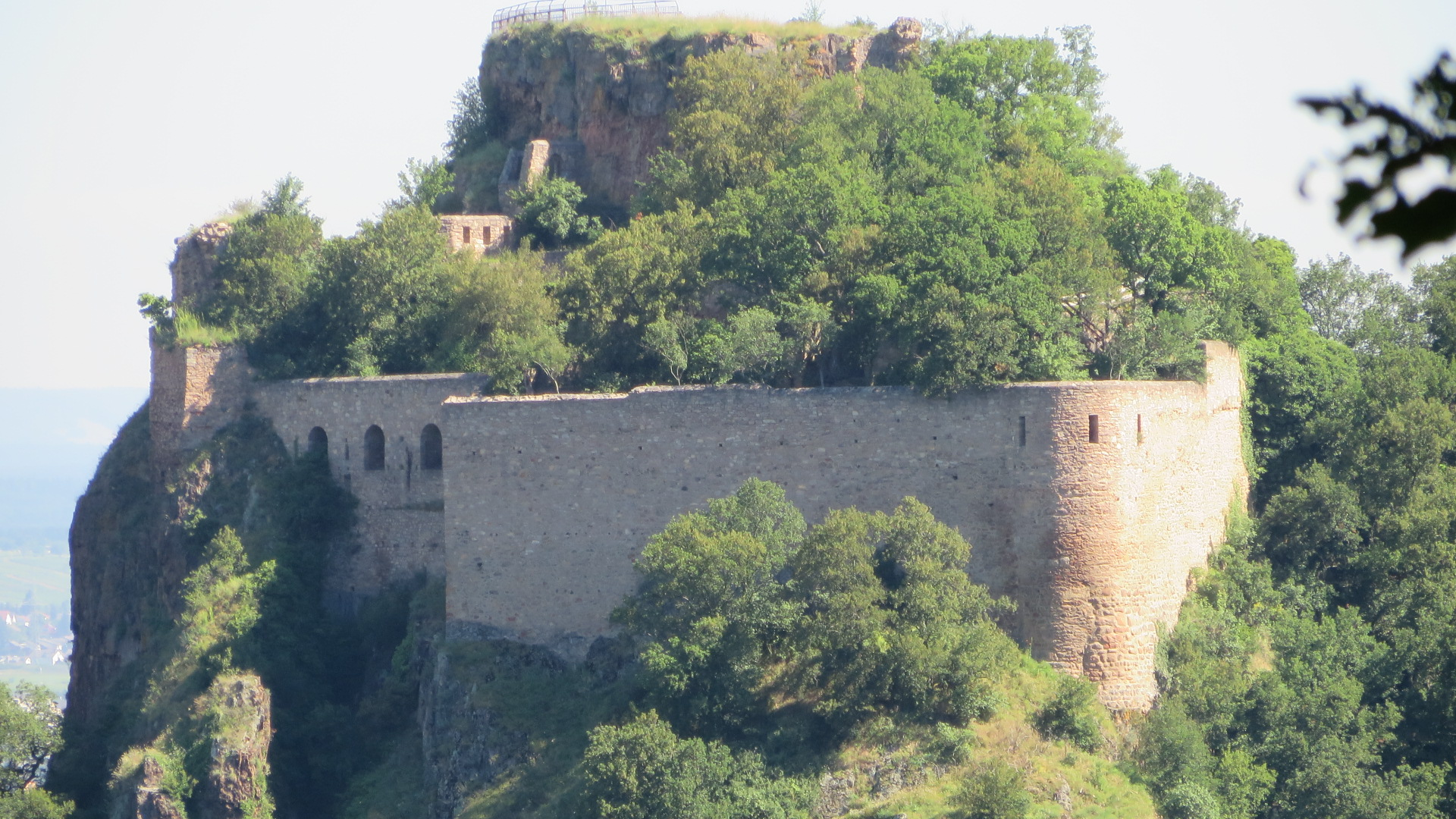
Burgruine
Vorburg Affenstein
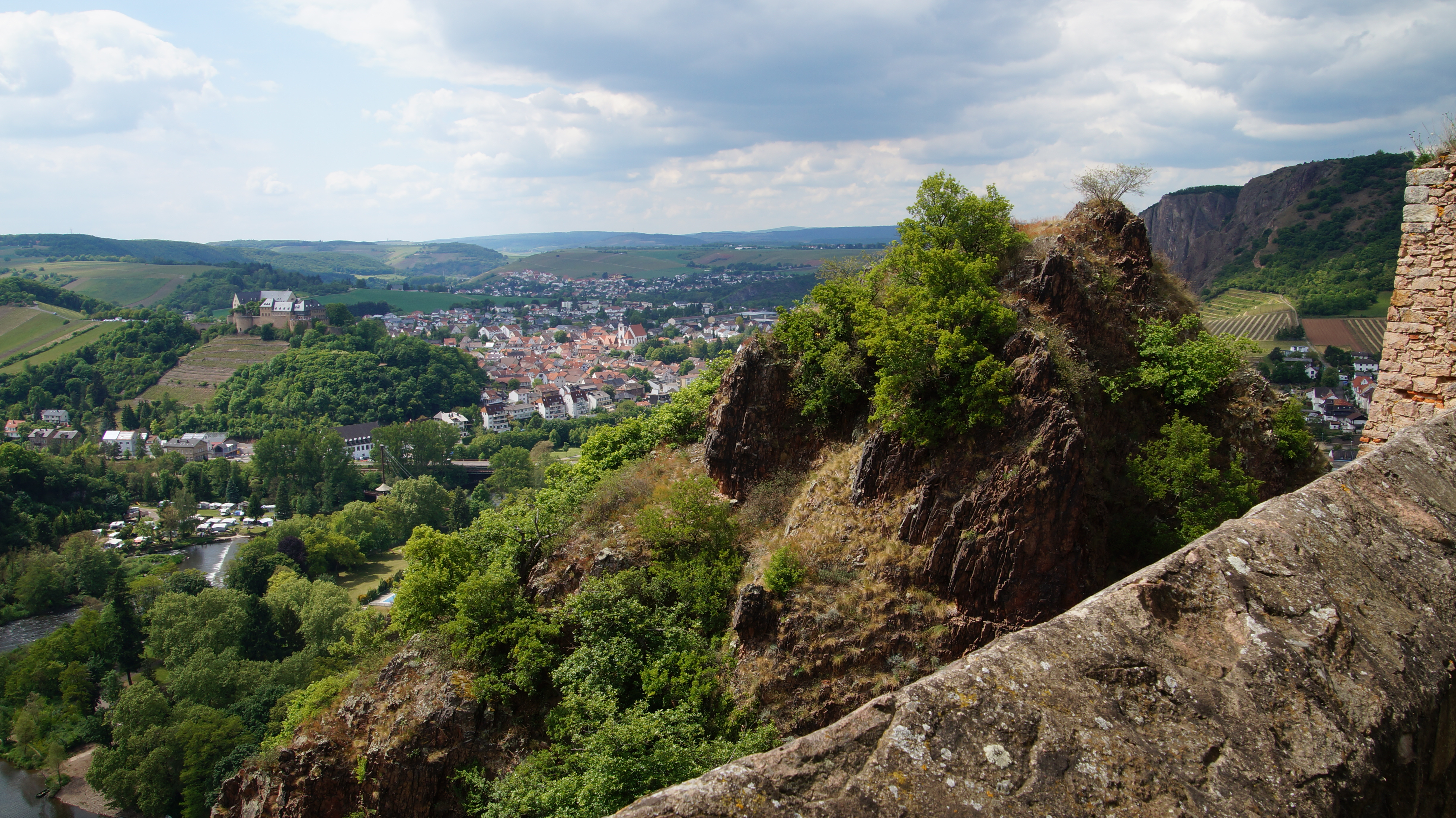
Blick vom Rheingrafenstein auf Ebernburg

## Sagen
- Ludwig Bechstein: Das Pfaffenkäppchen[1] (Sage zur Entstehung der Burg  Rheingrafenstein mit Bezug zur Kauzenburg)